# Big Daddy
Big Daddy (Brasil O Paizão) é um filme de comédia estadunidense de 1999 dirigido por Dennis Dugan e estrelada por Adam Sandler e os irmãos Sprouse. O filme foi produzido por Robert Simonds e lançado em 25 de junho de 1999, pela Columbia Pictures, onde abriu em º1 nas bilheterias, com um primeiro fim de semana de $41,536,370 bem como uma pontuação de 41% no Metacritic. foi o último filme de Adam Sandler antes de iniciar a sua própria empresa de produção.

## Sinopse
Sonny Koufax (Adam Sandler) não toma suas responsabilidades como um adulto. Ele têm 32 anos, é formado em Direito mas, ao contrário de seus colegas de faculdade, trabalha em um pedágio por pura preguiça de buscar algo melhor. À medida que seus amigos estão se casando, ele se dá conta que se não fizesse nada, poderia ficar daquele jeito o resto de sua vida. Graças a sua imaturidade, sua namorada Vanessa o troca por um homem mais velho e Sonny decide tomar uma atitude drástica: criar Julian (Cole e Dylan Sprouse), um menino de 5 anos que havia sido deixado na porta de seu apartamento para que fosse criado por seu pai biológico, o executivo Kevin, amigo de Sonny. Kevin precisa ficar fora alguns dias e pede para Sonny cuidar de Julian. O único fato que impede Sonny de cuidar da criança é que não tem nenhuma experiência com este, e resolve criá-lo de seu próprio modo.

## Recepção
O filme foi um sucesso de bilheteria, levando US$ 163 milhões no mercado interno dos EUA e 234 milhões de dólares no mundo todo. Contudo, o filme recebeu opiniões negativas dos críticos. Foi nomeado para cinco Razzie Awards, incluindo Pior Filme, Pior Diretor, Pior Ator Coadjuvante para Rob Schneider e Pior Roteiro, sendo que Adam Sandler ganhou o prêmio de Pior Ator.

### Crítica
Big Daddy tem recepção mista por parte da crítica profissional. Com a pontuação de 40% em base de 92 críticas, o Rotten Tomatoes chegou ao consenso: "Adam Sandler absolve-se admiravelmente, mas seu charme não é suficiente para compensar deslocamentos bruscos de Big Daddy entre humor e sentimentalismo piegas bruto". A pontuação da audiência do site alcança 75%.

### Prêmios
O filme ganhou o MTV Movie Award de Melhor Performance de Comédia para Adam Sandler, o Blimp Award de Filme Favorito e Melhor Ator Favorito de Filme para Adam Sandler, o Blockbuster Entertainment Award de Ator Favorito - Comédia para Adam Sandler.
Para suas deficiências no entanto, o filme também foi indicado a cinco prêmios Framboesa de Ouro incluindo Pior Filme, Pior Diretor, Ator Pior Coadjuvante para Rob Schneider e Pior Roteiro, com Adam Sandler levando o de Pior Ator. Este foi o primeiro filme de Adam Sandler a ser nomeado para Pior Filme.

## Trilha Sonora
O filme ganhou um BMI Film Music Award. A trilha sonora incluía o seguinte:
- ”Doh Wah Ditty” de Zapp and Roger (não está no filme, mas está no trailer)
- ”Dancing In The Moonlight” de Toploader
- ”Sweet Dreams (Are Made of This)” (o título de uma faixa do álbum de 1983 dos Eurythmics)
- ”Growin’ Up” (uma música do primeiro álbum de Bruce Springsteen)
- ”Instant Pleasure” de Rufus Wainwright
- ”Sweet Child O’ Mine” uma regravação a partir de uma versão ao vivo tocada por Guns N’ Roses misturado com a gravação do novo Guns N’ Roses.
- ”When I Grow Up” de Garbage
- ”If I Can’t Have You” de Yvonne Elliman
- “Jump” de Van Halen fundo musical sobre a mensagem na secrtária eletrônica no apartamento de Sonny.
- “Growin’ Up” de Bruce Springsteen
- ” Blue Collar Man” de Styx
- ”Eye of the Tiger” de Survivor (banda)

Desde a trilha sonora oficial:
- ”Sweet Child O’ Mine” de Sheryl Crow (cover de Guns N’ Roses)
- ”When I Grow Up” de Garbage
- ”Peace Out” de Adam Sandler (um clipe de uma cena do filme)
- ”Just Like This” de Limp Bizkit
- ”Only Love Can Break Your Heart” de Everlast
- ”Ga Ga” de Melanie C
- ”What Is Life” de George Harrison, cover no filme por Shawn Mullins
- ”The Kiss” por Adam Sandler (um clipe de uma cena do filme)
- ”Instant Pleasure” de Rufus Wainwright
- ”Ooh La La” de Wise Guys
- ”Sid” de Adam Sandler (um clipe de uma cena do filme)
- ”If I Can’t Have You” de Yvonne Elliman
- ”Smelly Kid” de Adam Sandler (um clipe de uma cena do filma)
- ”Passing Me By” de The Pharcyde
- ”Rush” de Big Audio Dynamite
- ”Hooters” de Allen Covert
- ”Babe” de Styx
- ”Overtime” de Adam Sandler (um clipe de uma cena do filme)
- ”The Kangaroo Song” de Tim Herlihy (feito para o filme)